# Paulo Reis
Paulo Reis, nome artístico de Paulo Sergio Moraes Rego Reis (Rio de Janeiro, 29 de agosto de 1952), é um ator e diretor brasileiro. Dentre vários trabalhos na televisão, teatro e cinema, é mais lembrado pelo personagem "Olavo" da novela Vale Tudo em 1988, seu primeiro trabalho como ator na televisão.

## Biografia
Em 1984 estreou na televisão, fazendo assistência de direção de Ary Coslov em Tudo em Cima, minissérie de Bráulio Pedroso e Geraldo Carneiro na TV Manchete. Em 1988, tornou-se conhecido do grande público brasileiro interpretando o fotógrafo "Olavo" Jardim, em Vale Tudo, de Gilberto Braga (ganhando o prêmio da APCA como revelação de ator). Em 1989, antagonizou o filme A Princesa Xuxa e os Trapalhões ao lado do quarteto Os Trapalhões e Xuxa Meneghel. Entre 1990 e 1993, fez as novelas Rainha da sucata de Silvio de Abreu e Lua Cheia de Amor de Ana Maria Moretzsohn
Em 2006, fez uma participação especial no filme Polaróides Urbanas, atuou na novela Cristal do SBT, e estreou como autor teatral com a comédia romântica O fio da meada. Depois fez participações nas novelas Cobras & Lagartos e O profeta. Na RecordTV, viveu o Comandante Kidor em Os Mutantes, de Tiago Santiago. Entre 1996 e 1999, atuou nas novelas Pátria Minha, Força de um Desejo e Corpo Dourado, além das minisséries Anos Rebeldes e Labirinto.
Em 2012, interpretou o delegado Salgado em Mandrake, telefilme de José Henrique Fonseca para a Goritzia Filmes. No início de 2013, participou como Giocondo de Guerra dos Sexos, novela de Silvio de Abreu dirigida por Jorge Fernando na Rede Globo. Logo depois interpretou o Doutor Seixas em Ninguém Ama Ninguém por mais de dois anos, filme de Clóvis Mello.
Em 2014, fez o militar Giancarlo em Pecado Mortal, novela de Carlos Lombardi com direção de Alexandre Avancini na RecordTV, o advogado Doutor Fabiano em Questão de Família, seriado de Sergio Rezende no GNT, o servo Severo em um dos episódios do seriado Milagres de Jesus na RecordTV, e o magnata de aviação Ericson Amaral na reta final de Em Família, novela de Manoel Carlos na Rede Globo. Em 2015, assumiu o papel de Eldade em Os Dez Mandamentos, novela de Vivian de Oliveira e dirigida por Alexandre Avancini também na RecordTV, um trabalho que se estendeu até o meio de 2016.
Entre 2019 e 2021, interpretou o técnico agressor de mulheres Ernani na novela Amor sem Igual.

## Carreira

### Televisão
| Ano     | Título                           | Personagem                 | Nota                                                 |
| ------- | -------------------------------- | -------------------------- | ---------------------------------------------------- |
| 1988    | Vale Tudo                        | Olavo                      |                                                      |
| 1989    | Kananga do Japão                 | Capitão Eduardo Gomes      |                                                      |
| 1989    | Tieta                            | Advogado                   |                                                      |
| 1990    | Rainha da Sucata                 | Gustavo Motta Mello (Guga) |                                                      |
| 1990    | A, E, I, O... Urca               | Delegado                   |                                                      |
| 1990    | Lua Cheia de Amor                | Roger                      |                                                      |
| 1991    | Vamp                             | Namorado de Soninha        |                                                      |
| 1992-99 | Você Decide                      | Vários                     | [ 6 ]                                                |
| 1992    | Deus Nos Acuda                   | Edmar                      | Episódio: "17 de dezembro"                           |
| 1993    | Sex Appeal                       | Delegado                   |                                                      |
| 1993    | Contos de Verão                  | Artur Junqueira            |                                                      |
| 1994    | 74.5: Uma Onda no Ar             | Escritor                   |                                                      |
| 1994    | Pátria Minha                     | Ciro                       |                                                      |
| 1995    | Malhação                         | Antenor                    |                                                      |
| 1996    | Vira Lata                        | Celso                      |                                                      |
| 1996    | Xica da Silva                    | Comandante Lopes Carvalho  |                                                      |
| 1997    | A Justiceira                     | Eduardo                    | Episódio: "Eternos Diamantes"                        |
| 1997    | Anjo Mau                         | Delegado                   |                                                      |
| 1997    | Por Amor                         | Patrão de Orestes          |                                                      |
| 1998    | Corpo Dourado                    | Aderbal                    |                                                      |
| 1998    | Labirinto                        | Olavo                      |                                                      |
| 1999    | Força de um Desejo               | Pastor (negreiro)          |                                                      |
| 2003    | A Casa das Sete Mulheres         | Líder Repúblicano          |                                                      |
| 2003    | Kubanacan                        | Chico                      |                                                      |
| 2004    | Senhora do Destino               | Detetive Firmino           |                                                      |
| 2005    | Floribella                       | Raul Garcia                | [ 7 ]                                                |
| 2006    | Cristal                          | Roberto                    |                                                      |
| 2006    | Cobras & Lagartos                | Médico                     | Episódio: "16 de outubro"                            |
| 2006    | O Profeta                        | Participação               |                                                      |
| 2007    | Donas de Casa Desesperadas       | Paulo Monteiro             |                                                      |
| 2009    | Os Mutantes: Caminhos do Coração | Comandante Kídor           |                                                      |
| 2009    | Toma Lá, Dá Cá                   | André                      | Episódios: "A Bicharada em Festa" "Safados na Pista" |
| 2010    | S.O.S. Emergência                | Rogério Duarte             | Episódio: "Hora de Ir pra Cama"                      |
| 2010    | A Vida Alheia                    | Roberto Nemo               | Episódio: "O Esquema"                                |
| 2011    | Insensato Coração                | Newton                     |                                                      |
| 2011    | Histórias do Brasil              | Fernão Barreto             | Episódio: "Colonização"                              |
| 2012    | Preamar                          | Décio                      |                                                      |
| 2012    | Guerra dos Sexos                 | Giocondo Salgado           |                                                      |
| 2012    | Mandrake                         | Salgado                    | 3ª Temporada                                         |
| 2013    | Pé na Cova                       | Seu Laurindo               | 2ª Temp - Ep. 05                                     |
| 2014    | Pecado Mortal                    | Giancarlo                  |                                                      |
| 2014–17 | Questão de Família               | Dr. Fabiano Andrade        |                                                      |
| 2015    | Os Dez Mandamentos               | Eldade                     | [ 8 ]                                                |
| 2016    | Lúcia McCartney                  | Augusto                    |                                                      |
| 2017    | Amor de 4                        | Antônio Augusto            |                                                      |
| 2017    | Belaventura                      | Biniek                     |                                                      |
| 2019    | A Divisão                        | General Malta              |                                                      |
| 2019    | Santos Dumont                    | Joaquim Nabuco             | Episódio: "Por Ares Nunca Dantes Navegados"          |
| 2019    | Amor sem Igual                   | Ernani Carvalho Baldin     | [ 9 ]                                                |
| 2020    | Arcanjo Renegado                 | Flávio Pupo                |                                                      |
| 2020    | Homens?                          | Luiz                       | 2ª Temporada                                         |
| 2022    | Sentença                         | Desembargador Magalhães    |                                                      |
| 2023    | Vai na Fé                        | Juiz Cristiano Fenerich    | Episódios: "22 de junho–                             |
| 2025    | Dona de Mim                      | Cerimonialista             | Episódio: "28 de abril"                              |

### Cinema
| Ano  | Título                                         | Papel                  |
| ---- | ---------------------------------------------- | ---------------------- |
| 1987 | Sonho de Valsa                                 | Ivan                   |
| 1989 | A Princesa Xuxa e os Trapalhões                | Imperador Ratan        |
| 1990 | Stelinha                                       | Gigolô                 |
| 1992 | A História de O                                | Sir Stephen            |
| 1996 | Buena Sorte                                    | Juliano                |
| 1997 | For All - O Trampolim da Vitória               |                        |
| 1999 | Mauá - O Imperador e o Rei                     | Doutor                 |
| 2000 | Kinderraub in Rio - Eine Mutter schlägt zurück | Senador                |
| 2003 | Power Play (Jogo do Poder)                     | Zendon                 |
| 2008 | Polaroides Urbanas                             | Creonte                |
| 2015 | Ninguém Ama Ninguém por Mais de Dois Anos      | Mãe da Terezinha       |
| 2016 | Em Nome da Lei                                 | Desembargador Silveira |
| 2020 | Macabro                                        | José                   |

## Premiação
Recebeu o "Prêmio de Ator Revelação" pela Associação Paulista de Críticos de Arte (APCA) pela atuação em Vale Tudo de 1988.